# Nazionale maschile di beach soccer del Messico
La nazionale di beach soccer del Messico rappresenta il Messico nelle competizioni internazionali di beach soccer.

## Partecipazioni ai tornei internazionali

### Mondiali
| Anno | Luogo               | Piazzamento      | V | V + | P | Gol   |
| ---- | ------------------- | ---------------- | - | --- | - | ----- |
| 2007 | Brasile             | Secondo posto    | 3 | 1   | 2 | 24:25 |
| 2008 | Francia             | Primo turno      | 1 | 0   | 2 | 6:12  |
| 2009 | Emirati Arabi Uniti | Non qualificata  | - | -   | - | -     |
| 2011 | Italia              | Quarti di finale | 1 | 1   | 2 | 9:13  |
| 2013 | Polinesia francese  | Non qualificata  | - | -   | - | -     |
| 2015 | Portogallo          | Primo turno      | 0 | 0   | 3 | 4:11  |
| 2017 | Bahamas             | Primo turno      | 0 | 0   | 3 | 7:16  |
| 2019 | Paraguay            | Primo turno      | 0 | 0   | 3 | 3:13  |
| 2021 | Russia              | Non qualificata  | - | -   | - | -     |
| 2023 | Emirati Arabi Uniti | Primo turno      | 0 | 0   | 3 | 7:17  |